# Diaoling (köpinghuvudort i Kina, Heilongjiang Sheng, lat 45,78, long 129,99)
Diaoling (kinesiska: 刁翎, 刁翎镇) är en köpinghuvudort i Kina. Den ligger i provinsen Heilongjiang, i den nordöstra delen av landet, omkring 260 kilometer öster om provinshuvudstaden Harbin. Antalet invånare är 40 704. Befolkningen består av 19 941 kvinnor och 20 763 män. Barn under 15 år utgör 12,0 %, vuxna 15-64 år 78 %, och äldre över 65 år 8,0 %.
Runt Diaoling är det ganska tätbefolkat, med 60 invånare per kvadratkilometer. Diaoling är det största samhället i trakten. Trakten runt Diaoling består till största delen av jordbruksmark.
Genomsnittlig årsnederbörd är 821 millimeter. Den regnigaste månaden är juli, med i genomsnitt 174 mm nederbörd, och den torraste är januari, med 6 mm nederbörd.